# The Lorca Play
The Lorca Play è un'opera teatrale del drammaturgo statunitense Edward Albee.
L'opera parla della vita del poeta e drammaturgo Federico García Lorca, arrestato e fucilato dal regime di Franco per la sua omosessualità, orientamento politico di sinistra e appartenenza alla massoneria. Tra i personaggi nel dramma ci sono Lorca da giovane a da adulto, Salvador Dalí, Francisco Franco, Luis Buñuel e Manuel de Falla.
Albee non fu soddisfatto dell'opera, che andò in scena solo all'Alley Theatre di Houston il 24 aprile 1992 e non fu mai pubblicata.